# Petrogrom
Petrogrom nebo též skály Petra Gronského (rusky скалы Петра Гронского, Петрогром), zkráceně Grony (Гроны) je název žulového skalního masívu se skalními věžemi, který se nachází na území městského okruhu Věrchňaja Pyšma (Верхняя Пышма) ve  Sverdlovské oblasti Ruské federace. Lokalita o rozloze 104 ha je z důvodů ochrany geomorfologických a botanických hodnot zapsaná na seznamu přírodních památek Sverdlovské oblasti. Petrogrom je zároveň také důležitou archeologickou lokalitou, přesahující svým významem hranice regionu.

## Geografie
Území severozápadně od Jekatěrinburgu, kde se nachází přírodní památka Petrogrom, je součástí geomorfologického celku Střední Ural, nejnižší části pohoří Ural, tvořícího geografickou hranicí mezi Evropou a Asií a rozdělující Rusko na evropskou a asijskou část.

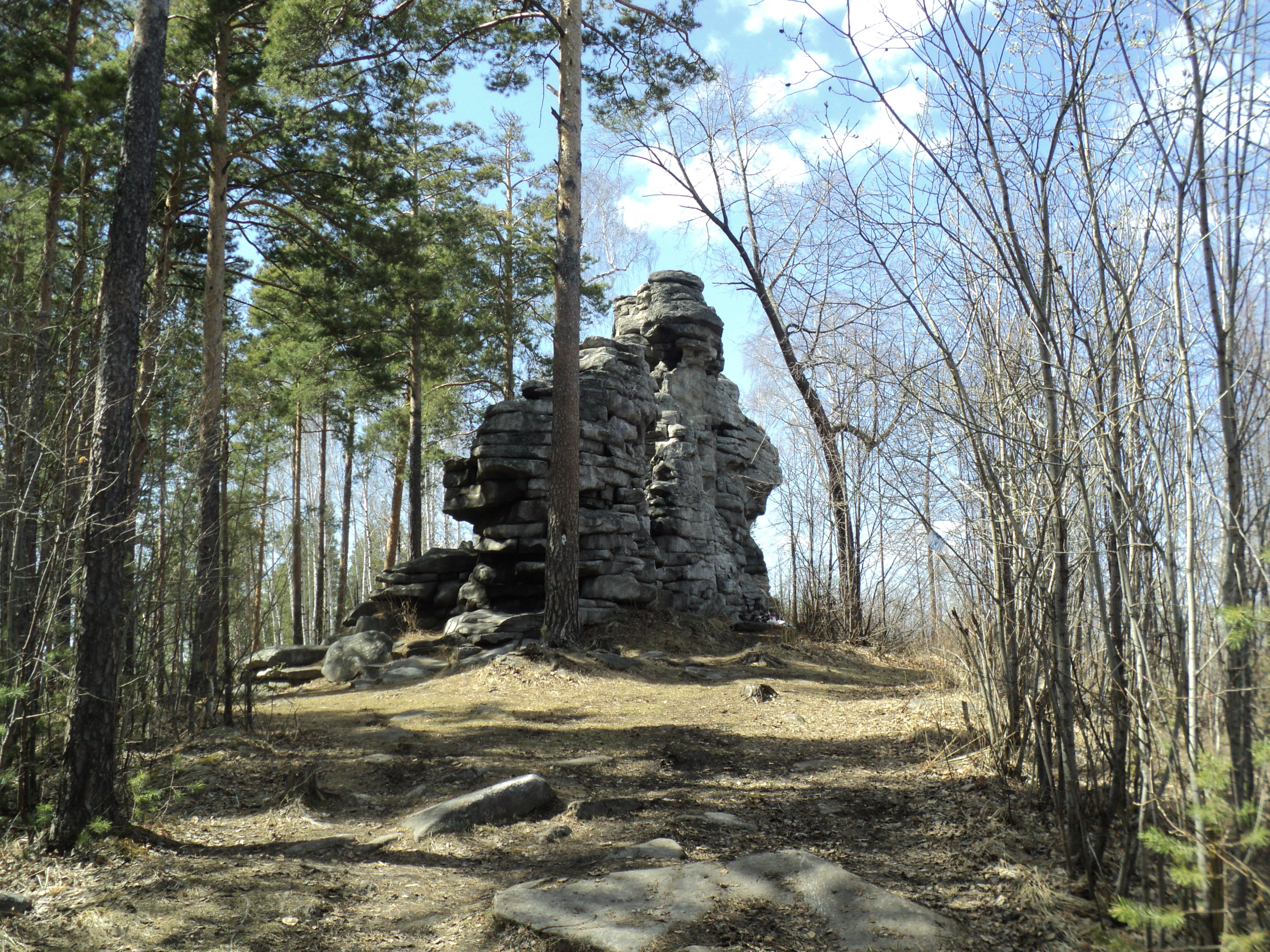
Jedna ze skal na hřebeni Petrogromu

Skály, vysoké až 15 metrů, se nacházejí v nadmořské výšce 370 metrů na stejnojmenném vrchu, ležícím asi dva kilometry vzdušnou čarou severozápadně od iseťského žulového lomu a od vesnice Iseť a jen asi 1,2 km západně od železniční tratě Jekatěrinburg  – Nižnij Tagil  – Perm, někdejší historické Uralské důlní dráhy (Уральская горнозаводская железная дорога). Ves Iseť mívala status obce městského typu, od roku 2004 náleží do městského okruhu Věrchňaja Pyšma. 
Skalní hřeben  je protažený ve směru západ – východ a z geomorfologického hlediska má charakter svědeckého vrchu. Přírodní památka je součástí Hornoisetského žulového masívu, na jehož území se vyskytují i další podobné skalní útvary, jako například nedaleká Ďáblova pevnost nebo skály Sedm bratří a jedna sestra. Stáří horniny je odhadováno na zhruba 300 miliónů let. Skalní masív, tvořený vrstvami zaoblených žulových desek, je rozdělen řadami vertikálních a horizontálních puklin.

## Historie

### Původ názvu
Ohledně názvu lokality panují určité nejasnosti. V sovětských dobách se razila teze, že skály byly místem, kde se konala prvomájová shromáždění pracujících a že místní revolucionáři, vedení jistým Petrem Gronským z Isetě, na skalnatém vrcholu ukrývali zbraně a cvičili se zde ve střelbě. Oficiálně podporovaný název „skály Petra Gronského“ byl však po pádu SSSR zpochybněn. Ukázalo se, že neexistují žádné historické informace o revolucionáři Petru Gronském – v Iseti žil jen jeden člověk jménem Petr Gronský, který byl v dobách Říjnové revoluce ještě v dětském věku, takže nemohl být ani dělníkem, ani revolucionářem. Jako pravděpodobnější se jeví název skal Petrogrom, spojovaný i vědeckou veřejností se jménem boha-hromovládce a s ruskou, respektive slovanskou tradicí jeho uctívání (viz též Perun).

### Archeologická lokalita
Petrogrom je také významnou archeologickou lokalitou. První průzkum zde provedla již v roce 1957 jekatěrinburská (tehdy se město jmenovalo Sverdlovsk) archeoložka Jelizaveta Michajlovna Bers (Елизавета Михайловна Берс). 

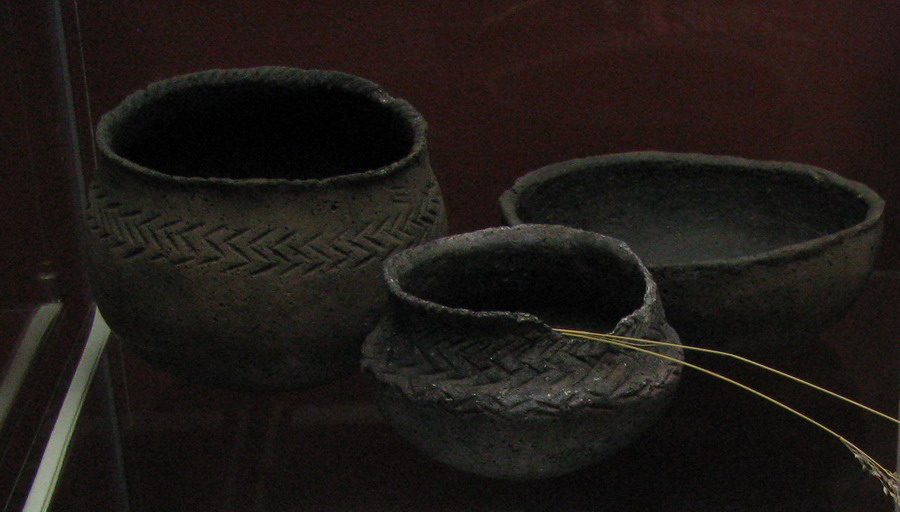
Keramika petrogromského typu (přelom 1. a 2. tisíciletí n. l.)

Díky těmto vykopávkám zde byly nalezeny kovové a keramické předměty, náležející do období dvou kultur – itkulské (5. až 3. století př. n. l.) a kultury, označované jako petrogromská (druhá polovina prvního tisíciletí n. l.). Tyto předměty zároveň s objevem 18 menších tavicích pecí se staly důkazem, že v oblasti vrchu Petrogrom existoval po dobu více než dvou tisíciletí (od 5. století př. n. l. až po 17. či 18. století n. l.) celý komplex na  zpracování železných a měděných rud a výrobků z těchto kovů. Předpokládá se, že surovina byla získávána v oblasti 9 km vzdálených Sogrinských rudných dolů, které jsou bohatým ložiskem měděných a železných rud. Tyto doly, které se nacházejí na území mezi říčkami Měďankou a Sogrou, byly známy prakticky již od starověku.
Tavicí pece na Petrogromu byly vystavěny z místních kamenů, měly průměr 80 až 120 centimetrů a byly vysoké zhruba 1,5 metrů. Jako průduchy či komíny, napomáhající tahu pecí, byly využívány vertikální pukliny ve skalním masívu, nad nimiž byly tavicí pece umístěny. Během tavby byly k rudě jako tavidlo přidávány drcené zvířecí kosti a dřevěné uhlí. Předměty z mědi či železa, jako například hroty šípů či různé ozdoby, byly odlévány ve formách a obchodovalo se s nimi i za hranicemi Uralu. Rekonstruovaná tavicí pec z Petrogromu je jedním z exponátů Sverdlovského oblastního vlastivědného muzea v Jekatěrinburgu.